# プサントレン
プサントレン(Pesantren )とは、インドネシアにおける寄宿制のイスラーム学校のことである。「ポンドック・プサントレン Pondok Pesantren 」ともいうが、いずれも特にジャワの伝統的なイスラーム寄宿塾のことを指す。なお、「ポンドック」とはアラビア語の「フンドック（宿）」に由来している。
また、西スマトラの「スラウ」のほか、イスラーム化した東南アジアの各地にも同様の寄宿制の学塾がみられる。

## 来歴
プサントレンはジャワがイスラーム化した当初（14世紀後半から16世紀後半ごろの時期をさす）から存在したとされる。今永清二によれば、イスラームをジャワに伝えたのはワリ・サンガ（九聖人）と呼ばれるスーフィー聖者で、彼らがプサントレンと呼ばれる学塾で弟子を養成して、そのネットワークと布教活動でジャワの住民をイスラーム化していったという。
「プサントレン」という語は「ヒンドゥーの聖典を知る者」と意味するサンスクリット語の「シャーストリ」に由来し、これはジャワ固有のヒンドゥー・仏教僧院の伝統を引くものである、との文化人類学者C.ギアツの指摘もある。
オランダ領東インド期には、19世紀後半以降、植民地支配を支える原住民官僚（パングレ・プラジャ）を養成するために近代的教育システムが導入されたが（それに続いて医師養成学校や技術者養成学校なども設立された）、それらの教育機関に通うことを許されたのはごく一部の原住民エリートの子弟だけだった。その生徒たちはオランダ語で授業を受けた。
20世紀になって植民地政府が「倫理政策」を模索するようになると、一般庶民向けの初等教育機関も必要とされるようになり、3年制の村落学校（スコラ・デサ）が設置された。そこでは現地語の読み書きと簡単な計算が指導されたが、就学率はきわめて低く、1930年当時では人口1万人あたり300人に満たなかった。
その一方で、庶民の子弟は、男女を問わずクルアーンの初歩的な読誦を学ぶイスラーム系学校（マドラサ）に通っていた。植民地政府はこれを学校として認可することで、学校不足を補なおうとした。そのため、現在、インドネシアでは、一万数千校のプサントレンのほとんどが公教育化しつつも存続している。一方で政治的経緯の異なるタイには南タイを中心に四〇〇以上、マレーシアには一五〇ある同等のものは教育機関というよりは学習生活集団であり、公教育からは距離をおいて改廃を繰り返しつつ今日にいたっている。

## プサントレンの教育と生活
インドネシアは人口の9割前後がムスリムであり、彼らムスリムにとって、ムハンマドによる神の啓示であるクルアーン（コーラン）は日々の生活から切り離すことはできないものである。そのため、インドネシア人のムスリムの子供たちがまず学ばなければならないのが、イスラームの五行と、礼拝に必要なアラビア語でのクルアーンの読誦である。
もっとも初歩的なクルアーンの読誦は村の礼拝所（ランガル）やモスクなどで行なわれる。子供たちは昼間の学校から帰って、夕方からランガルなどに集まって、アラビア語音でのクルアーンの暗誦を学ぶ。
そうした初歩的なクルアーン学習を終えた者が、イスラームの教義書・注釈書であるキターブを学ぶのがプサントレンである。そのため、一般にプサントレンで学ぶのは、将来イスラーム指導者になりたいという意欲を持つ者である場合もある。多数の学習者は、将来家庭をもつにあたり必要となる最低限度の知識を学ぶためにやってくるのが実情である。学習に際して費用はかからないが、プサントレンでの自炊生活に必要な米や教師への贈り物、電気代等の費用は両親や近い親戚が仕送りする場合が多い。公教育が行き渡るまで、歴史的には学問のない家庭にあってもプサントレンに子供をおくり学習する機会を与えているということは村落生活において名誉なことであった。また、婚姻生活を営んでいくにあたって必要な実践的かつ義務的知識を正しく学ぶことができるのはプサントレンにおいてであるという認識がひろく共有されている。このため独身男性は生活上に余裕があるかぎり、しばらくプサントレンに身を寄せ、形だけでもプサントレンで学んだという体裁をととのえることが、よい結婚相手となれる条件の一つとなっている。これがプサントレンの学習者が10代後半から30歳代の独身男性で占められている理由である。
プサントレンは、そこを主催するキヤイ、そのもとで学ぶ生徒であるサントリ、学習の場であるモスク、そしてキヤイ・サントリが共に起居する寄宿舎であるアスラマ（寮）あるいはポンドック（小屋）によって構成されているが、その規模は学習者が数十人程度から九〇〇人を超えるものまで大小さまざまである。東南アジアにみられるプサントレン・ポンドックの多くは六〇～二〇〇名程度の学習者で成り立っている。土地は周囲の村人から寄進され、ワカフとして管理されている場合が多い。農地や商業森林をもつものもある。
プサントレンはインドネシア語で、字義通りにはサントリ（学習者）のあつまるところという意味である。同じものとみなされる伝統的施設は東南アジアのイスラーム圏各地にあり、マレーシアではポンドック、タイではポーノと呼ばれている。カンボジアのチャム人集落やフィリピンの海域ムスリムの社会にも同様のものが知られている。
プサントレンは指導者とみなされる人物の存在から自然発生的に設立され、そして指導者キヤイの死亡とともに消滅する。一世代限りの形式が基本となっている。これは知識は個人に付随ずるため、親子であっても自然に継承されるものではないという認識があるからである。一部の公教育組織化が成功したプサントレンを除き、自然発生的プサントレンでは指導者の子が継ぐケースはあまりないが、能力のある学習者を養子にして世代交代が実現するケースがよくみられる。
一人の指導者の知識は有限である。そのためプサントレンによって、学習する専門分野に特徴があり、サントリはその専門性に優れたキヤイを求めて、自身が良きムスリム、良きキヤイになるために、各地のプサントレンを遍歴（ピンダー・トゥンパッ）するのが一般的である。プサントレンは教育という与える観点からつくられた施設ではなく、学ぶ側からの求める視点から自然発生的にできたものであるため、入学や卒業、年限はなく、広く門戸が開かれている。インドネシアのプサントレンでは世代交代に成功し、有名プサントレン化した大規模なところでは高額の教育費を徴収するところもある。しかしイスラームにおいては知識を教えることで対価をとることは大変卑しむべき行為とされているため、教育費そのものは本来無料とされるべきであり、またそのようになっている場合が多い。
プサントレン内では、生徒は、全てのムスリムに要求される1日5回の礼拝（サラート）を基準に生活を営んでいる。また、モスクやアスラマを維持・管理するのはサントリたちの役目である。
プサントレンを主催するキヤイは、主にプサントレンの創設者の一族、関係者であることが多く、サントリたちからだけでなく、その周辺の在家のムスリムたちからも、教師として、また、信仰心の厚い人として尊敬され、地域社会に大きな影響力を持っている。
ある程度規模があり運営組織に余裕があるところでは、麻薬中毒者の更生や、老人ホーム、未婚妊娠女性の一時隠匿場所としての機能も果たしている場合がある。
老人は身の回りの生活を自分でできる健康な間、経験かつ静謐なプサントレンの暮らしのなかに身を置くことで、死後の安穏というパハラ（功徳）が得られると考えられている。

## プサントレンの現在
今日のインドネシアでは、教育文化省が管掌するスコラ（sekolah、6・3・3制の一般学校）と、宗教省が管轄するマドゥラサ（madrasah、イスラーム系学校）の二元的な教育システムが並存している。
従来の伝統的なプサントレンも宗教省の管轄下に置かれてきたが、プサントレン自体の制度改革によって、さまざまなプサントレンの姿がみられるようになった。
マドラサやスコラといった公的学校機関をもつプサントレンが現われ、また、マドラサが寄宿舎をもつことでプサントレンになるというケースもある。

## 備考
- インドネシアで最大のイスラーム系社会団体であるナフダトゥル・ウラマー（NU）は、東部・中部ジャワのこれらのプサントレンを重要な支持基盤としている。